# Steventon (Oxfordshire)
Pour le village du Hampshire, voir Steventon.
Steventon est une paroisse civile et un village de l'Oxfordshire, en Angleterre.